# Imre Lakatos

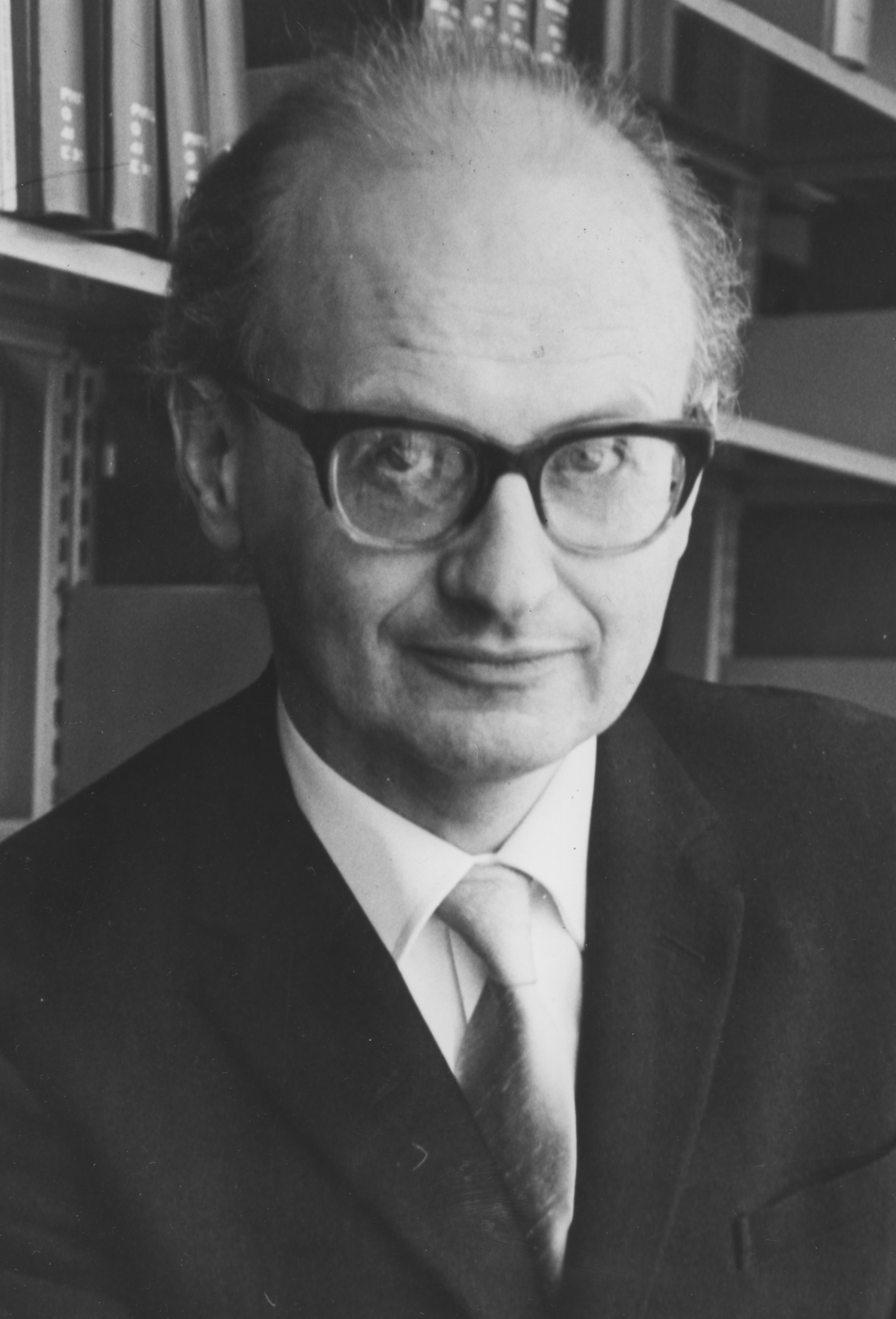
Imre Lakatos in 1960.

Imre Lakatos (Debrecen (Hongarije), 9 november 1922 – Londen (Engeland), 2 februari 1974) was een Hongaars wis- en natuurkundige en wetenschapsfilosoof.
Lakatos is vooral bekend geworden door zijn inmenging in de controverse tussen Karl Popper en Thomas Kuhn aangaande de noodzaak van falsifieerbaarheid van een wetenschappelijke theorie.

## Biografie
Lakatos werd geboren als Imre Lipschitz in een joods gezin in het Hongaarse Debrecen. Tijdens de Tweede Wereldoorlog veranderde hij zijn naam in Imre Molnár om aan de Jodenvervolging te ontkomen. Hij overleefde de oorlog, in tegenstelling tot 550.000 van de 750.000 Hongaarse joden. Onder hen waren de moeder en grootmoeder van Imre.
Na de oorlog wordt Imre Molnár actief in de communistische beweging. Hij besluit zijn achternaam opnieuw te veranderen, ditmaal in de (vooral onder arbeiders) veelvoorkomende Hongaarse naam Lakatos. Hiermee heeft hij zijn oude initialen I.L. weer terug.
In 1947 bemachtigt Lakatos een post bij het ministerie van onderwijs van de nieuwe communistische regering. Wegens zijn kritische houding, vooral ten opzichte van Russische superieuren, belandt hij in 1950 voor drie jaar in de gevangenis. Zijn onwankelbare geloof in het communisme houdt hem overeind.
Na zijn vrijlating vindt Lakatos emplooi in het vertalen van buitenlandse wiskundeliteratuur naar het Hongaars (o.a. George Pólya's How to Solve It).

## Wetenschapsfilosofie
Van Lakatos zijn vooral zijn ideeën over de wetenschapsfilosofie bekend geworden. Lakatos wil twee (heel) verschillende visies op de wetenschap met elkaar in overeenstemming brengen, namelijk Poppers idee van de wetenschap als een speurtocht naar theorieën met een steeds grotere falsificeerbaarheid en Thomas Kuhns idee van de wetenschap als een opeenvolging van paradigma's.
Poppers theorie suggereert dat wetenschappers een theorie die gefalsificeerd wordt door tegenbewijs onmiddellijk laten vallen en vervangen door een betere hypothese. Daarentegen suggereert Kuhn dat wetenschappers tijdens zogenaamde perioden van normale wetenschap aan hun theorieën blijven vasthouden, ook als deze door bepaalde waarnemingen (experimenten) tegensproken worden. Popper erkende dat nieuwe, betere theorieën in eerste instantie soms niet met bestaande theorieën en de waarneming in overeenstemming waren. Maar waar volgens Popper wetenschappers deze anomalieën zullen proberen te verklaren of, uiteindelijk, gebruiken om hun theorieën aan te passen, daar stelde Kuhn dat goede wetenschappers deze tegenbewijzen simpelweg zullen negeren (tot de volgende paradigmaverschuiving). Popper, aldus Kuhn, beschreef hoe wetenschappers zich zouden moeten gedragen. Kuhn zelf beschreef hoe wetenschappers zich in de praktijk gedragen.
Om deze twee standpunten met elkaar te verenigen stelt Lakatos dat wat we normaal als één (wetenschappelijke) theorie beschouwen in feite een aantal verschillende opeenvolgende theorieën is, die een onderliggende gedachte (een harde kern) met elkaar gemeen hebben. Deze combinatie van een onderliggende theorie met een aantal aanvullende hypotheses noemt Lakatos Research Programmes (Onderzoeksprogramma's).

### Research Programmes
Een Research Programme (onderzoeksprogramma) bestaat uit een theoretische kern, een aantal geaccepteerde experimentele technieken en een verzameling aanvullende hypothesen. Deze aanvullende hypothesen dienen om de theoretische kern van de theorie "te beschermen" tegen falsificatie. Deze verzameling van ad-hoc-hypothesen dienen dus enkel ter bescherming van de theorie tegen weerleggingen.
Het gaat er nu volgens Lakatos niet om of een theorie waar of onwaar is, maar of het ene onderzoeksprogramma beter is dan het andere. Sommige onderzoeksprogramma's zijn progressief, terwijl andere degeneratief zijn. Een degeneratief onderzoeksprogramma levert geen nieuwe inzichten meer op: er worden alleen nieuwe "beschermende" hypothesen toegevoegd om de kerntheorie te beschermen. Een progressief onderzoeksprogramma daarentegen levert nieuwe inzichten en nieuwe experimenteertechnieken op.

### Popper, Kuhn en Lakatos
Lakatos was van mening dat zijn ideeën over wetenschap een uitbreiding van Poppers wetenschapsfilosofie was. Hij maakt onderscheid tussen "drie Poppers": Popper0 is een primitieve falsificationist. Dit was de Popper zoals zijn critici en de mensen die zijn ideeën niet begrepen hem zagen. Popper1 is de "echte Popper", de auteur van (onder andere) Conjectures and Refutations: The Growth of Scientific Knowledge. Popper2 is Popper zoals geïnterpreteerd door Lakatos.
Lakatos wijst op Pierre Duhems inzicht dat een hypothese die je (nog) niet wil opgeven tegen kritiek afgeschermd kan worden door deze kritiek op iets anders te richten. Een enkele theorie of hypothese kan immers nooit in isolatie getest worden: deze testen zijn altijd afhankelijk van andere hypothesen en theorieën. Dit is, zoals Popper ook erkende, een probleem voor het falsificationisme.
Volgens het falsificationisme stellen wetenschappers een theorie op en testen deze met behulp van waarnemingen. Spreekt een waarneming de theorie tegen dan moet de wetenschap deze theorie laten vallen. Maar, aldus Kuhn: dat gebeurt vaak niet in de praktijk. Lakatos stelt daarom:
It is not that we propose a theory and Nature may shout NO; rather we propose a maze of theories and nature may shout INCONSISTENT.
Deze inconsistentie tussen waarneming en theorie kan opgelost worden zonder de kerntheorie te laten vallen, maar door de aanvullende hypotheses aan te passen. Lakatos noemt dit een problem shift (probleemverschuiving). Echter, niet alle problem shifts in aanvullende hypothesen zijn even zinvol. Problem shifts moeten volgens Lakatos beoordeeld worden op de mate waarin ze in staat zijn onverwachte waarnemingen te verklaren en de mate waarin ze in staat zijn om nieuwe feiten aan het licht te brengen. Doen ze beide, dan zijn ze progressief. Doen ze dat niet, dan zijn ze niet productief.
Zolang een onderzoeksprogramma progressief is, is het rationeel voor wetenschappers om de aanvullende hypothesen te veranderen (in plaats van de kerntheorie te verwerpen) wanneer ze geconfronteerd worden met potentieel tegenbewijs. Zodra een onderzoeksprogramma niet langer productief is (maar degeneratief), kan deze "gefalsificeerd" worden door een "beter" onderzoeksprogramma (dat wil zeggen: een meer productief onderzoeksprogramma). Wanneer de wetenschap een kerntheorie laat vallen en overstapt naar een beter onderzoeksprogramma is er sprake van wat Kuhn een Paradigmaverschuiving of revolutie noemt. Deze paradigmaverschuivingen zijn dus wel degelijk rationeel en niet, zoals Kuhn meende, een irrationele "sprong in het duister", aldus Lakatos.
- Biblioteca Nacional de España: XX946618
- Bibliothèque nationale de France: cb130917985 (data)
- Catàleg d'autoritats de noms i títols de Catalunya: 981058512902306706
- CiNii: DA00598529
- Gemeinsame Normdatei: 118568817
- International Standard Name Identifier: 0000 0001 2146 9658
- Library of Congress Control Number: n50039434
- Nationale Bibliotheek van Letland: 000036393
- Mathematics Genealogy Project: 146090
- Bibliotheek van het Japanse parlement: 00446677
- Nationale Bibliotheek van Tsjechië: mzk2005300504
- Nationale Bibliotheek van Israël: 987007264283405171
- Nationale Bibliotheek van Polen: a0000001181468
- Nederlandse Thesaurus van Auteursnamen: 068407580
- Istituto Centrale per il Catalogo Unico: CFIV010646
- LIBRIS: 249805
- SNAC: w6dh1tv7
- Système universitaire de documentation: 028597214
- Trove: 898733
- Union List of Artist Names: 500023389
- Virtual International Authority File: 108401548
- WorldCat: E39PBJj4y46r7Ymcq6kCmBxMT3